# Matthias Seelig
Matthias Seelig (* 1949 in Marburg) ist ein deutscher Drehbuchautor und Filmproduzent.
Matthias Seelig machte im Jahr 1967 sein Abitur am Pestalozzi-Gymnasium Herne. 
Er begann Mitte der 1970er Jahre seine Tätigkeit als Drehbuchautor. Für die Miniserie Sekt oder Selters erhielt er zusammen mit Erich Bar den Adolf-Grimme-Preis mit Bronze. Seit 2004 produzierte er einige Tatort-Folgen des WDR.

## Filmografie
- 1977: Aufforderung zum Tanz
- 1978: Paul kommt zurück (TV)
- 1979: Milo Milo
- 1980: Theo gegen den Rest der Welt
- 1982: Die Heartbreakers
- 1985: Der Schneemann
- 1987: Gambit (TV)
- 1987: Peng! Du bist tot!
- 1989: Der Leibwächter (TV)
- 1990: Sekt oder Selters (Fernsehserie, 6 Folgen)
- 1995: Der Sandmann (TV)
- 1995: Die Sturzflieger
- 1996: Der letzte Kurier (TV)
- 1997: Schimanski: Die Schwadron (TV)
- 1998: Zucker für die Bestie (TV)
- 1999: Nighthawks (Kurzfilm)
- 2004: Tatort: Eine Leiche zu viel
- 2006: Tatort: Das zweite Gesicht (TV)
- 2007: Paparazzo (TV)
- 2009: Tatort: Höllenfahrt (TV)